# استفانی هیرست
استفانی هیرست (به انگلیسی: Stephanie Hirst)(زاده ۳۱ ژوئیهٔ ۱۹۷۵) مجری رادیو و تلویزیون انگلیسی است.
او یک زن ترنس است.